# 5 Pułk Piechoty Liniowej

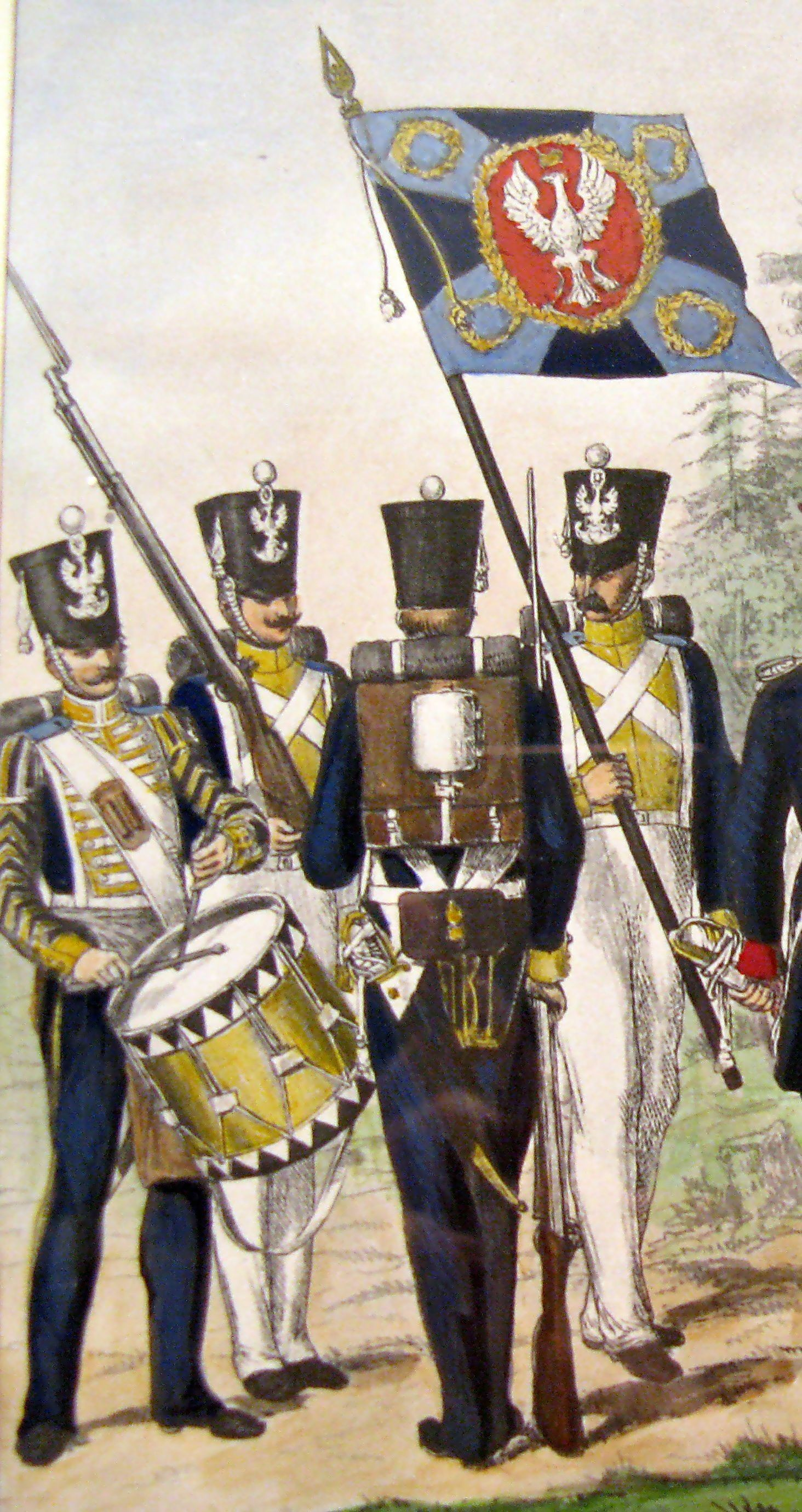
żołnierze 5., 6. i 7. Pułku Piechoty w czasie powstania listopadowego

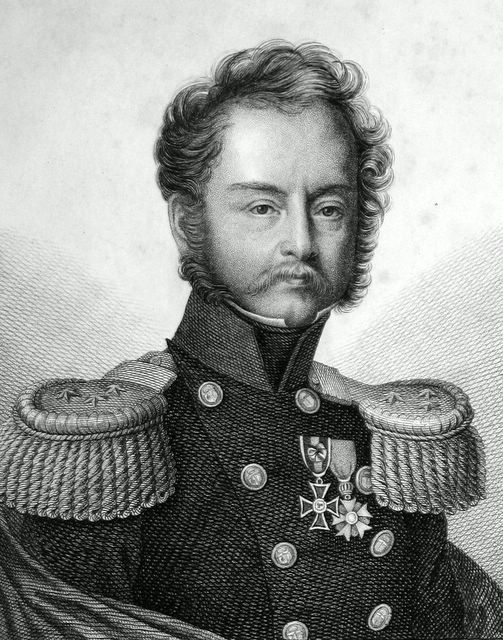
Gen. Girolamo Ramorino, dowódca II Korpusu, w którego to składzie walczył 5ppl

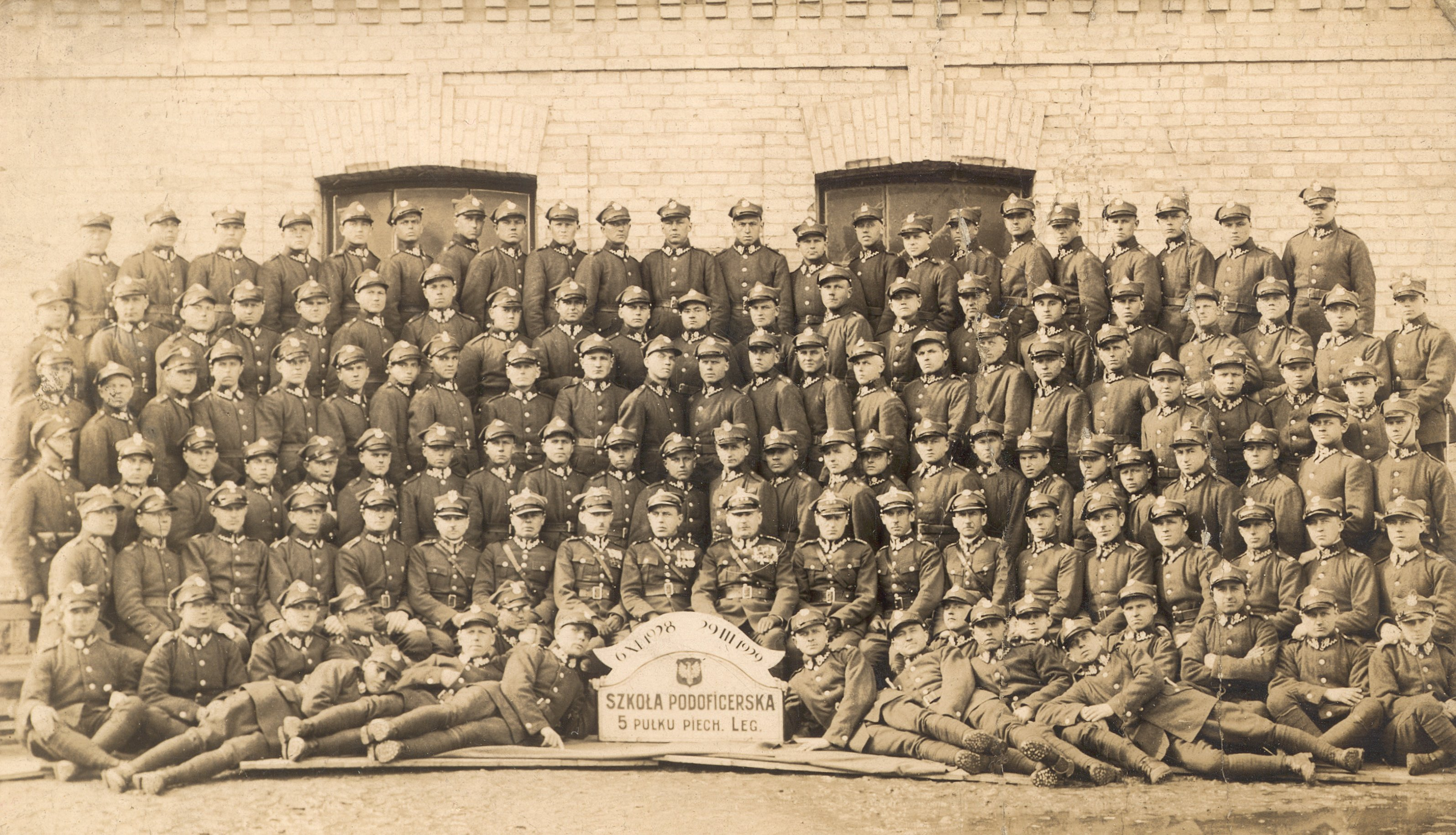
Tradycje pułku w II RP kontynuował 5 Pułk Piechoty Legionów w Wilnie

5 Pułk Piechoty Liniowej – polski oddział piechoty okresu Królestwa Kongresowego.

## Formowanie i zmiany organizacyjne
Sformowany w 1815. Zgodnie z rozkazem gen. Dąbrowskiego, na miejsce zbiórki dawnych żołnierzy 5 pułku piechoty Księstwa Warszawskiego, wyznaczony został Lublin. Nowo powstały 5 pułk piechoty liniowej wszedł w skład I Brygady 1 Dywizji Armii Królestwa Kongresowego.
Pułk w okresie pokojowym składał się ze sztabu i dwóch batalionów po cztery kompanie, oraz związanych z batalionami dwoma kompaniami rezerwowymi. Stan kompanii wynosił 4–6 oficerów, 14–16 podoficerów i 184 szeregowych. Stan batalionu 830 żołnierzy. Stan pułku: 5 oficerów starszych, 54–55 oficerów młodszych, 160 podoficerów, 72 muzyków, 1664–1676 szeregowych oraz 5 oficerów i 71–82 podoficerów i szeregowych niefrontowych. W sumie w pułku służyło około 2050 żołnierzy. Pierwsze dwie kompanie pułku były kompaniami wyborczymi, czyli grenadierską i woltyżerską, pozostałe centralnymi zwane  fizylierskimi, czyli strzeleckimi.
W czasie wojny przewidywano rozwinięcie pułku do czterech batalionów po 8 kompanii każdy. W każdym batalionie etatu wojennego tworzono na bazie jednej z nowo powstałych kompanii kompanię woltyżerską.
Pułk wchodził w struktury 1 Dywizji Piechoty. Po wybuchu powstania listopadowego zreorganizowano piechotę. W pułku utworzono 3 i 4 batalion piechoty. Pułk wszedł w skład zreorganizowanej 1 Dywizji Piechoty. 26 kwietnia 1831 przeprowadzono kolejną reorganizacje piechoty armii głównej dzieląc ją na pięć dywizji. Pułk pozostał 1 Brygadzie 1 Dywizji Piechoty.
W sierpniu 1831 skreślono ze stanu armii internowaną w Prusach 2 Dywizje Piechoty dowodzoną przez gen. Giełguda. Powstała nowa 6 Dywizja Piechoty. Pułk wszedł w jej skład. W tym też miesiącu wszedł w skład II Korpusu gen. Girolamo Ramorino. Po nieudanych walkach przekroczył granicę Galicji i został przez Austriaków internowany.

## Dyslokacja pułku
Miejsca dyslokacji pododdziałów pułku w 1830:
- sztab – Radom
- 1 batalion – Radom
- 2 batalion – Radom
- dwie kompanie wyborcze – Warszawa[c]
- zakład pułku – Lublin i Radom[6]

## Walki pułku
Pułk brał udział w walkach w czasie powstania listopadowego. W momencie wybuchu powstania obie kompanie wyborcze walczyły z piechotą rosyjską pod Arsenałem. W lutym 1831 roku, pułk walczył pod Stoczkiem. W czasie bitwy pod Wawrem  pułk zaskoczył i rozbił cztery rosyjskie bataliony straży przedniej Korpusu gen. Rosena.
Pod Grochowem, współdziałając z 4 pułkiem piechoty, powstrzymywał jazdę rosyjską zbliżającą się do Olszynki od strony Kawęczyna. Pod Iganiami, w walce na bagnety zdobył Iganie i opanował most na rzece Muchawce, odcinając w ten sposób drogę odwrotu Rosjan.
Czwarty batalion pułku wziął udział w wyprawie gen. Józefa Dwernickiego na Wołyń, walczył pod Boremlem, a następnie przekroczył wraz z resztą oddziałów polskich granicą austriacką i złożył broń 1 maja w Klebanówce. Pozostałe bataliony pułku uczestniczyły w bitwach pod Firlejem, Lubartowem i Starym Zamościem.
W sierpniu pułk wyruszył w składzie II Korpusu gen. Hieronima Ramorino na Lubelszczyznę. Po starciach pod Szymanowem i Rogożnicą naciskany przez Rosjan Korpus, a w nim 5 ppl przekroczył granicę Galicji i został internowany.
Bitwy i potyczki:
- Warszawa (29 listopada 1830)
- Stoczek (14 lutego 1831)
- Wawer (19 lutego)
- Grochów (20 lutego)
- Białołęka (25 lutego)
- Wawer (31 marca)
- Iganie (10 kwietnia)
- Boremel (18 kwietnia)
- Firlej (9 maja)
- Lubartów (10 maja)
- Stary Zamość (12 maja)
- Szymanów (15 sierpnia)
- Rogoźnica (29 sierpnia).

W 1831, w czasie wojny z Rosją, żołnierze pułku otrzymali 29 złotych i 58 srebrnych krzyży Orderu Virtuti Militari nie licząc przedstawionych przez gen. Girolamo Ramorino, lecz nie ogłoszonych.

## Uzbrojenie i umundurowanie

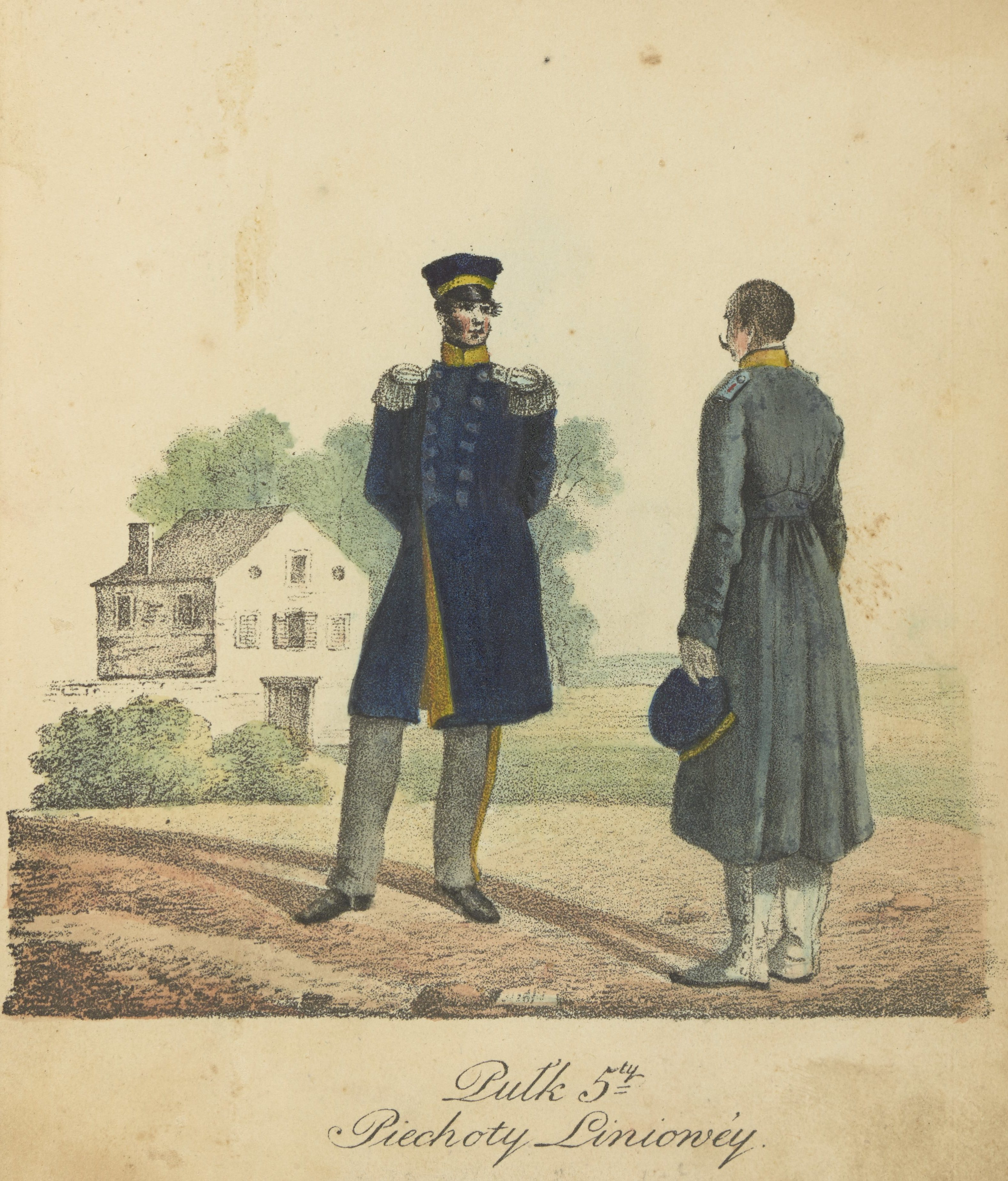
Żołnierze 5 Pułku Piechoty Liniowej na litografii Józefa Lexa (1826)

Uzbrojenie podstawowe piechurów stanowiły karabiny skałkowe. Pierwotnie było to karabiny francuskie wz. 1777 (kaliber 17,5 mm), później zastąpione rosyjskimi z fabryk tulskich wz. 1811 (kaliber 17,78 mm). Poza karabinami piechurzy posiadali bagnety i tasaki (pałasze piechoty). Wyposażenie uzupełniała łopatka saperska, ładownica na 40 naboi oraz pochwa na bagnet.
Umundurowanie piechura składało się z granatowej kurtki i sukiennych, białych spodni. Naramienniki niebieskie, numer dywizji (1) żółty. Używano czapek czwórgraniastych. Po reformie w roku 1826 wprowadzono pantalony zapinane na guziki. Czapki czwórgraniaste zastąpiono kaszkietami z czarnymi daszkami i białymi sznurami. Na kaszkiecie znajdowała się blacha z orłem, numer pułku oraz ozdobny pompon.

## Żołnierze pułku
Pułkiem dowodzili:
- Piotr Krasiński (1815-1817)
- Ludwik Glazer (1817-1818)
- Franciszek Górski (1818-1819),
- Ludwik Glazer (1819-1820),
- vacat (1820),
- Franciszek Górski (1821-13 I 1830),
- Walenty Zawadzki (13 I 1830 do 28 II 1831),
- Joachim Podczaski (1 III 1831-)

Oficerowie:
- Ignacy Lebel – sztabslekarz (ok. 1823 – ok. 1828)

Wielu żołnierzy radomskiego 5 Pułku Piechoty Liniowej zostało odznaczonych Orderem "Virtuti Militari". Byli to:
- żołnierz Jacenty Balcer (Srebrny, 5 września 1831)
- żołnierz Kazimierz Batorski (Srebrny, 15 kwietnia 1831)
- podoficer Jan Bauer (Srebrny, 20 czerwca 1831)
- żołnierz Wojciech Bednarski (Srebrny, 9 marca 1831)
- żołnierz Jakub Bienkowski (Srebrny, 9 marca 1831)
- podoficer Józef Chruścielewski (Srebrny, 5 września 1831)
- żołnierz Paweł Chudzikowski (Srebrny, 20 czerwca 1831)
- żołnierz Jan Czerwiec (Srebrny, 9 marca 1831)
- żołnierz Tomasz Dera (Srebrny, 9 marca 1831)
- podoficer Michał Dobrzycki (Srebrny, 15 kwietnia 1831)
- podoficer Antoni Dudek (Srebrny, 9 marca 1831)
- żołnierz Mikołaj Dyjak (Srebrny, 9 marca 1831)
- mjr Melchior Gosiewski (Złoty, 9 marca 1831)
- kpt. Antoni Grabowski (Złoty, 9 marca 1831)
- kpt. Antoni Grabowski (Złoty, 25 maja 1831)
- ppor. Antoni Gresser (Złoty, 23 czerwca 1831)
- kpt. Feliks Grudziński (Złoty, 9 marca 1831)
- por. Franciszek Iwiński (Złoty, 15 kwietnia 1831)
- podoficer Tomasz Iwiński (Srebrny, 9 marca 1831)
- podoficer Marceli Jaworski (Srebrny, 9 marca 1831)
- sierżant starszy Jan Jędrzejewski (Srebrny, 9 marca 1831)
- sztabs lekarz Jan Kojsiewicz (Złoty, 11 sierpnia 1831)
- ppor. Kasper Kołaczyński (Złoty, 9 marca 1831)
- żołnierz Piotr Konisiewicz (Srebrny, 9 marca 1831)
- kpt. Alojzy Konopacki (Złoty, 9 marca 1831)
- żołnierz Kazimierz Kostrzanowski (Srebrny, 20 czerwca 1831)
- podoficer Dominik Kościnkiewicz (Srebrny, 9 marca 1831)
- żołnierz Andrzej Kowalski (Srebrny, 9 marca 1831)
- żołnierz Kazimierz Lagust (Srebrny, 15 kwietnia 1831)
- żołnierz Wawrzyniec Latosieński (Srebrny, 9 marca 1831)
- wicepodoficer Franciszek Leszek (Srebrny, 9 marca 1831)
- żołnierz Jakub Łuczak (Srebrny, 9 marca 1831)
- kpt. Teodor Magarzewski (Złoty, 5 września 1831)
- żołnierz Mateusz Majewski (Srebrny, 5 września 1831)
- żołnierz Alojzy Makowski (Srebrny, 9 marca 1831)
- podoficer Tomasz Mamiński (Srebrny, 9 marca 1831)
- żołnierz Andrzej Markowski (Srebrny, 9 marca 1831)
- żołnierz Dominik Markowski (Srebrny, 15 kwietnia 1831)
- żołnierz Walenty Meszek (Srebrny, 9 marca 1831)
- por. Jan Nieszkowski (Złoty, 9 marca 1831)
- kpt. Wilhelm Nieszkowski (Złoty, 20 czerwca 1831)
- podoficer Franciszek Nowak (Srebrny, 5 września 1831)
- żołnierz Józef Nowak (Srebrny, 9 marca 1831)
- podoficer Tomasz Nowakowski (Srebrny, 9 marca 1831)
- podoficer Mikołaj Odacki (Srebrny, 9 marca 1831)
- kpt. Ignacy Orłowski (Złoty, 20 lipca 1831)
- ppor. Mikołaj Pietruszyński (Złoty, 4 października 1831)
- mjr Tomasz Plantowski (Złoty, 19 sierpnia 1831)
- żołnierz Andrzej Radzimiński (Srebrny, 9 marca 1831)
- ppor. Józef Rożniecki (Złoty, 9 marca 1831)
- żołnierz Fryderyk Schuman (Srebrny, 15 kwietnia 1831)
- żołnierz Walenty Sera (Srebrny, 9 marca 1831)
- ppor. Ludwik Skrodzki (Złoty, 15 kwietnia 1831)
- mjr Antoni Smiechowski (Złoty, 9 czerwca 1831)
- sierżant starszy Józef Smoliński (Srebrny, 9 marca 1831)
- kpt. Ignacy Solarski (Złoty, 9 marca 1831)
- kpt. Stanisław Starzyński (Złoty, 9 marca 1831)
- wicepodoficer Antoni Strojkowski (Srebrny, 9 marca 1831)
- żołnierz Antoni Styczyński (Srebrny, 9 marca 1831)
- żołnierz Wojciech Szadkowski (Srebrny, 15 kwietnia 1831)
- podoficer Antoni Tchórzewski (Srebrny, 24 czerwca 1831)
- żołnierz Franciszek Tkaczyk (Srebrny, 9 marca 1831)
- ppor. Onufry Twardzicki (Złoty, 15 kwietnia 1831)
- ppor. Michał Unierzyński (Złoty, 9 marca 1831)
- podoficer Jan Walczyński (Srebrny, 9 marca 1831)
- podoficer Michał Wątroba (Srebrny, 9 marca 1831)
- żołnierz Michał Weytowicz (Srebrny, 9 marca 1831)
- mjr Walenty Widacki (Złoty, 9 czerwca 1831)
- kpt. Józef Wiewiórowski (Złoty, 15 kwietnia 1831)
- żołnierz Filip Wiśniewski (Srebrny, 9 marca 1831)
- żołnierz Piotr Wiśniewski (Srebrny, 9 marca 1831)
- ppor. Jan Witkowski (Złoty, 14 marca 1831)
- ppor. Józef Witkowski (Złoty, 14 marca 1831)
- żołnierz Antoni Wojda (Srebrny, 5 września 1831)
- kapelan Kazimierz Wysocki (Złoty, 6 kwietnia 1831)
- żołnierz Wincenty Zając (Srebrny, 9 marca 1831)
- żołnierz Kazimierz Zajączkowski (Srebrny, 15 kwietnia 1831)
- mjr Józef Zbyszewski (Złoty, 5 września 1831)
- żołnierz Jakub Zieliński (Srebrny, 5 lipca 1831)
- dobosz Wojciech Zienkiewicz (Srebrny, 9 marca 1831)

## Chorągiew
Na tle granatowego krzyża kawalerskiego w czerwonym polu, w otoku z wieńca laurowego umieszczony był biały orzeł ze szponami dziobem i koroną złoconą.
Pola między ramionami krzyża – białe z niebieskim, a w rogach płata królewskie inicjały: A I, później M I z koroną, otoczone wieńcami laurowymi.